# John Jacob Abel
John Jacob Abel (19. květen 1857, Cleveland, Ohio, USA – 26. květen 1938 Baltimore, Maryland, USA) byl americký biochemik a farmakolog.
Abel se proslavil především svým výzkumem hormonů produkovaných nadledvinami. Zařadil se tak společně s N. Cybulskim a J. Takaminem k prvním vědcům, kterým se roku 1897 podařilo izolovat adrenalin. Roku 1926 se mu též podařilo vykrystalizovat hormon inzulin. Dále se zabýval hledáním hormonu jejž vytváří hypofýza, nicméně tohoto cíle se mu nepodařilo dosáhnout. Teprve později se ukázalo, že v hypofýze dochází k vytváření celé řady různých hormonů.
John Jacob Abel patří také k zakladatelům odborných vědeckých časopisů Journal of Biological Chemistry (1905) a Journal of Pharmacology and Experimental Therapeutics (1909).